# 2018년 정동진독립영화제
제20회 정동진독립영화제는 2018년 8월 3일에 열린 시상식이다.

## 수상 및 후보

### 땡그랑동전상
- 자유연기 - 김도영 수상
- 어른도감 - 김인선 수상
- 어른이 되어 - 오지수 수상

### 단편
- 공원에서 만나요 - 최미혜
- 그 새끼를 죽였어야 했는데 - 이가홍
- 아보카도의 사랑 - 김선경
- 환불 - 송예진
- 할머니 할아버지의 봄 - 박재인
- 피부와 마음 - 박지연
- 컨테이너 - 김세인
- 착한 사람은 거짓말 하지 않는다 - 조중건
- 직무유기 - 신지훈
- 지옥문 - 김일현
- 조인성을 좋아하세요 - 정가영
- 자유연기 - 김도영
- 어른이 되어 - 오지수
- 시체들의 아침 - 이승주
- 셔틀런 - 이은경 외 1명
- 성인식 - 오정민
- 사랑은 가위바위보 - 엄이랑
- 밝은 미래 - 허정재
- 미나 - 박우건
- 대자보 - 곽은미
- 감독님 연출하지 마세요 - 이대영
- 5월 14일 - 부은주
- (OO) - 오서로

### 장편
- 바르다가 사랑한 얼굴들 - 아녜스 바르다 외 1명
- 어른도감 - 김인선
- 소성리 - 박배일